# Babina (Uttar Pradesh)
Pour les articles homonymes, voir Babina.
Babina hindî :बबीना est une ville de l'État de l'Uttar Pradesh en Inde.

## Géographie
La ville se situe au sud de l'état à 20 kilomètres au sud de Jhansi.

### Climat
Babina bénéficie d'un climat subtropical humide avec des hivers frais et sec de décembre à février et des étés secs et chauds, d'avril à juin. La saison des pluies se situe de la mi-juin à la mi-septembre.
| Mois                                | jan. | fév. | mars | avril | mai  | juin  | jui.  | août  | sep.  | oct. | nov. | déc. | année |
| ----------------------------------- | ---- | ---- | ---- | ----- | ---- | ----- | ----- | ----- | ----- | ---- | ---- | ---- | ----- |
| Température minimale moyenne (°C)   | 8    | 10   | 16   | 21    | 25   | 27    | 26    | 26    | 25    | 19   | 12   | 8    | 18,6  |
| Température moyenne (°C)            | 15   | 18   | 24   | 29    | 32   | 32    | 29    | 29    | 29    | 25   | 20   | 16   | 24,8  |
| Température maximale moyenne (°C)   | 23   | 26   | 32   | 38    | 40   | 37    | 33    | 32    | 33    | 32   | 28   | 24   | 31,5  |
| Précipitations (mm)                 | 21,9 | 11,2 | 7,7  | 4,9   | 16,5 | 107,4 | 294,3 | 313,9 | 180,6 | 45,2 | 3,8  | 7,3  | 1 015 |
| Nombre de jours avec précipitations | 1,6  | 1,1  | 0,7  | 0,5   | 1    | 4,2   | 11,6  | 13,1  | 7,4   | 2    | 0,3  | 0,7  |       |

## Histoire
La 31e division motorisé (Inde) possède sa caserne à Babina.